# Marcel Dupré
Marcel Dupré   (Rouen, 3 de maig de 1886 - Meudon, 30 de maig de 1971) va ser un organista, compositor i pedagog francès.

## Biografia
Pertanyent a una família de músics la tradició dels quals venia mantenint-se des d'un segle abans, a l'edat de deu anys es donava ja a conèixer avantatjosament com a organista executant de memòria en un festival de l'Exposició de Roan, el 1896, els Preludis i fugues de Bach. Als dotze anys era nomenat organista titular de l'església de Saint-Vivien, d'aquella ciutat, i el 1901 feia escoltar en un concert la primera de les seves composicions d'altura, l'oratori bíblic Le songe de Jacob, escrit sobre un poema del seu oncle Henri Dupré.
Ingressat al Conservatori de París, va arribar a ser en breu temps l'alumne més brillant de la seva època, aconseguint en renyits concursos els primers premis en els ensenyaments de piano, orgue, fugida i composició. El juliol de 1914 va guanyar el Prix de Rome, i des de 1916 fins a 1922 va ser organista de la catedral de Nostra Senyora.